# GTEM-Zelle

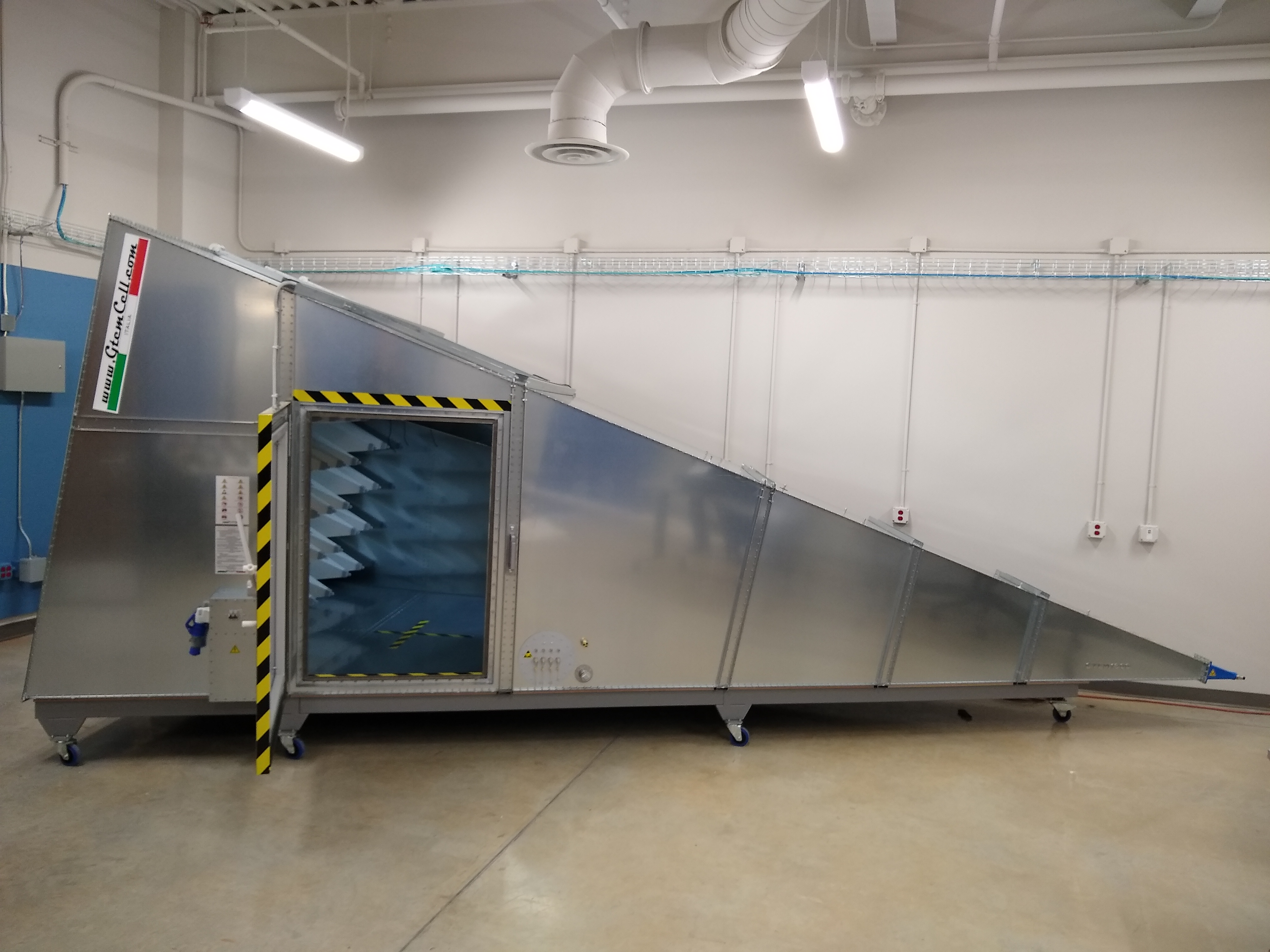
GTEM-Zelle

Eine GTEM-Zelle (Gigahertz Transverse Electromagnetic Cell) stellt für Prüfungen und Messungen zur elektromagnetischen Verträglichkeit eine definierte Umgebung bereit. Die GTEM-Zelle dient der Aufnahme der Mess- oder Prüfobjekte bei der Messung und Prüfung gestrahlter Störaussendung beziehungsweise Störfestigkeit nach IEC 61000-4-20.
Die GTEM-Zellen bieten eine Messumgebung, um Störfestigkeiten oder Störaussendungen zu erfassen, so dass zum Beispiel Anforderungen der europäischen Richtlinie zur elektromagnetischen Verträglichkeit und der hiermit harmonisierten Normen geprüft werden können. Die koaxialähnliche Form und der dadurch gegebene Betrieb im TEM-Mode stellen sicher, dass sich bei der Beaufschlagung des Prüfvolumens näherungsweise ein Feldwellenwiderstand von 377 Ω einstellt. Die GTEM-Zelle kann abhängig von ihrer Größe im Frequenzbereich von 0 Hz bis zu einigen GHz im TEM-Mode betrieben werden.
Da die GTEM-Zelle ihr Prüfvolumen metallisch vollständig geschlossen abschirmt, ist das Prüfvolumen elektromagnetisch von der Umgebung entkoppelt. Daher kann die GTEM-Zelle in normalen Räumen betrieben werden, ohne dass auf eine besondere Ausstattung dieser Laborräume geachtet werden muss. Für Hersteller von Produkten kleinerer Bauart hat diese Zelle durch ihre kompakte Größe einen Vorteil gegenüber der Messung in Absorberräumen, die einen erheblich größeren Platzbedarf haben.

## Aufbau einer GTEM-Zelle

Aufbau einer GTEM-Zelle

Die GTEM-Zelle hat eine  pyramidenähnliche Form. Im Inneren befindet sich eine aus der Mitte verschobene Platte (das Septum) als Innenleiter, so dass sich eine koaxiale Leiterstruktur ergibt. Die GTEM-Zelle verfügt an ihrer Spitze über einen Anschluss für eine koaxiale Zuleitung. Von diesem Anschluss ausgehend weitet sie sich auf. Der Innenleiter des Koaxialanschlusses geht kontinuierlich in das Septum der GTEM-Zelle über, der Außenleiter geht von der Anschlussstelle kontinuierlich in den Außenleiter der GTEM-Zelle über.
Der Außenleiter der GTEM-Zelle verfügt über einen rechteckigen Querschnitt. Innerhalb der Zelle ist das flache Septum so angeordnet, dass sich ein Leitungswellenwiderstand von 50 Ω einstellt und über die Länge der GTEM-Zelle beibehalten wird. Der Wert ist so gewählt, dass gängige Labormess- oder Prüfgeräte mit Leitungen mit einem Wellenwiderstand von ebenfalls 50 Ω reflexionsfrei am Anschluss der Zelle betrieben werden können. Die Aufweitung der GTEM-Zelle setzt sich kontinuierlich fort, bis der Innenleiter in die flach ausgelegte Abschlusswiderstandsanordnung mit dem Lastwiderstand von ebenfalls 50 Ω übergeht. Die dem Anschluss gegenüberliegende metallische Rückwand der GTEM-Zelle ist mit Absorbern ausgestattet, die die Reflexion einer elektromagnetischen Feldwelle unterbinden.
Der Feldwellenwiderstand von ~377 Ω innerhalb der GTEM-Zelle ist bei dieser Anordnung dadurch gewährleistet, dass sich innerhalb der GTEM-Zelle ein transversalelektromagnetisches Feld im Dielektrikum Luft ausbreitet. Der Leitungswellenwiderstand von 50 Ω ist über die geometrische Form von Innenleiter und Außenstruktur der GTEM-Zelle mit dem Feldwellenwiderstand der Luft verknüpft. Hohlleiterwellen, das sind Moden höherer Ordnung, bilden sich in der GTEM-Zelle abhängig von ihrer Größe typischerweise erst im Gigahertzbereich aus. Bei der Crawford-Zelle ist dies bei vergleichbarer Größe schon bei einigen 100 MHz der Fall. Insofern ist die GTEM-Zelle bei vergleichbaren Abmessungen hinsichtlich des nutzbaren Frequenzbereichs für Fernfeldbedingungen der Crawford-Zelle oder TEM-Zelle überlegen.

## Störfestigkeitsprüfungen
Für Störfestigkeitsprüfungen führt ein elektrisches Signal, das am Anschluss einer GTEM-Zelle angelegt wird, zu Strömen und Spannungen im Septum und der Außenleiterstruktur. Daraus stellt sich zwischen Septum und Hülle der GTEM-Zelle ein Feld ein, in dem sich elektronische Geräte prüfen lassen.

## Störemissionsmessungen
Mit der GTEM-Zelle lassen sich auch feldgebundene Störaussendungen, die von Geräten ausgehen, messen. Die Störaussendungen (elektrische, magnetische oder elektromagnetische Felder) eines Prüflings in der GTEM-Zelle erzeugen in Septum und Hülle Ströme und dazwischen Spannungen. Diese Ströme und Spannungen kann ein geeignetes Messgerät (zum Beispiel ein Spektrumanalysator oder ein Messempfänger) am Anschluss der Zelle abnehmen und zur weiteren Verarbeitung bereitstellen.